# 逆行性射精

正常な射精のメカニズム

逆行性射精 (英: Retrograde ejaculation) とは、射精時に精液が膀胱に流れてしまう病気である。
尿道を介して射精される精液が膀胱に向け直されるときに発生する。

## 解説
通常、膀胱の括約筋は射精前に収縮し、膀胱を密閉する。これにより、尿の放出が抑制されるだけでなく、射精中の男性の膀胱への精液の逆流も防止される。このとき、精液は抵抗が最も少ない尿道から強制的に排出されるが、膀胱括約筋が正常に機能しない場合、逆行性射精が起こる可能性がある。
また、男性の避妊の原始的な形態（性交サクソニクスとして知られている）として、または特定の代替医療の一環として、男性によって意図的に誘発されることもあり、膀胱に入る逆行射精精液は次回の排尿で排泄がなされる。

## 徴候と症状
本来であれば、射精のとき、精液は尿道を通って放出される。その際、膀胱に精液が流れていかないように、膀胱と尿道の間の「膀胱頸部」が閉じ、逆流しない仕組みになっている。しかし、膀胱頸部がうまく閉じないと、逆行性射精が起こってしまう。
逆行性射精は「ドライオーガズム」と呼ばれることもあり、逆行性射精は男性不妊症状の1つである。男性はオナニー中に精液が放出されないのにオーガズムがあることに気付くことがよくあるが、この現象のもう1つの根本的な原因は、射精管の閉塞である可能性がある。
男性のオーガスムの間、精子は精巣上体から放出され、精管と呼ばれる小さな管を介して移動する。精子は、精嚢内の精液、前立腺からの前立腺液、および尿道球腺からの潤滑剤と混合される。絶頂時には、膀胱頸部の末端の筋肉は、精液の逆流を防ぐために引き締まる。
逆行性射精では、こうした膀胱頸部の筋肉が非常に弱いか、筋肉を制御する神経が損傷している。

## 原因
逆行性射精につながる膀胱括約筋の機能不全は、次のいずれかの結果である可能性がある。
- 自律神経系の機能障害。 （自律神経失調症）
- 前立腺の手術。これは、前立腺の経尿道的切除術（尿道に沿って通過する切除鏡を通して、前立腺組織をスライスして除去する）の一般的な合併症である。

また、精巣腫瘍の後腹膜リンパ節郭清により、膀胱括約筋への神経経路が損傷すると、一時的または永続的に逆行性射精が生じ得る。最近の神経温存術ではこのリスクを減らすように努力されているが、緑色光レーザーによる前立腺手術の結果として起こることもある。膀胱頸部の手術は、文献調査で報告された逆行性射精または無射精の症例の約10％を占めている。
逆行性射精は、前立腺肥大症などの治療で尿路の筋肉を弛緩させるために使用されるタムスロシン等の医薬品の一般的な副作用である。膀胱括約筋を弛緩させることで、逆行性射精の可能性が高まります。
他に原因となる主な医薬品は、抗うつ薬や抗精神病薬、アトモキセチンなどのNRIノルアドレナリン再取り込み阻害剤であり、この現象を経験した患者は服薬を中止する傾向にある。
逆行性射精は、糖尿病の合併症でもあり、特に長期的に血糖値のコントロールが悪い糖尿病患者の場合に見られる。これは、膀胱括約筋の神経障害によるものである。逆行性射精を繰り返す思春期以降の男性（17～20歳）は、最初の症状が出た直後に尿道狭窄症と診断されることが多い。尿道の海綿体部の先天的な奇形が原因なのか、あるいは射精直前に陰茎基部や会陰部に加えられた圧力が、誤って尿道を損傷したのかは、現在のところ判然としない。この損傷は、射精管から0.5cm以内（通常は射精管の遠位部）に見られることが多い。
逆行性射精は、射精時の汚れを避けるために、尿道口を抓んで閉じてしまうことでも起こり得る（Hughes' technique として知られている）。

## 膀胱頸部筋に影響を及ぼす可能性のある疾患
高血圧治療薬、前立腺肥大症治療薬、気分障害治療薬、前立腺手術、神経損傷（多発性硬化症、脊髄損傷、糖尿病などで起こる可能性がある）。

## 診断
診断は通常、射精後すぐに採取した尿検体を用いた尿検査によって行われる。逆行性射精の場合、尿検体には異常に多量の精子が含まれている。特に、オルガスムを伴う無射精の場合は、無射精と逆行性射精が混同されることが多く、原因の根本的な部分が共通している。両者を区別するために尿検査が行われる。

### 試験
解剖学的な問題がないことを確認するために、性器の理学的診察が実施される。尿中に精液が含まれているかどうかも調べられる。尿中に精子がない場合は、手術や以前の放射線治療の結果、前立腺が損傷していることが原因と考えられる。

## 治療
治療法は、原因によって異なる。薬物療法は逆行性射精に効果がある場合もあるが、ごく一部のケースに限られる。手術が逆行性射精の最初の選択肢になることは稀で、その結果は一貫性がないことが知られている。放射線によって前立腺や精巣に永久的な損傷を受けた場合、薬物は逆行性射精を改善しない。また、前立腺の手術で筋肉や神経に損傷を受けた場合も、薬物は効果がない。糖尿病、多発性硬化症、軽度の脊髄損傷による軽度の神経損傷がある場合にのみ、薬物は有効である。

### 投薬
- イミプラミンなどの三環系抗うつ薬
- クロルフェニラミンなどの抗ヒスタミン薬
- エフェドリンやフェニレフリンなどの充血除去薬

これらの薬剤は、膀胱頸部の筋肉を締め、精液が膀胱に逆流するのを防ぐ。しかし、これらの薬剤には多くの副作用があり、性交の少なくとも1～2時間前に服用しなければならない。多くの場合、男性はいつオーガズムに達するかを予測することができないため、薬が適切なタイミングで作用しないことがある。

### 不妊治療
逆行性射精の結果として不妊症になっているカップルで、薬が効かない場合、精液の採取には特別な処置が必要になることがある。まず、患者は炭酸水素ナトリウムを摂取して尿をアルカリ化する（夜寝る前に3gを水に溶かして服用し、検査室に行く直前に膀胱を完全に空にしてからもう1回服用する）。精液を採取する前に、患者は膀胱を空にしなければならない。その後、患者は1つの容器で自慰行為を行い、その直後に別の容器で排尿する必要がある。男性の射精液は、排泄された尿から遠心分離され、分離された精子は、子宮内人工授精を用いて女性に直接注入される。さらに深刻なケースでは、卵細胞質内精子注入による体外受精を行うこともある。

## 意図的な誘導
逆行性射精は、オーガズム時に尿道の根元を絞ったり、会陰部を圧迫したりすることで、意図的に誘発することができる。逆行性射精された精子は、膀胱に入り、次の排尿時に排泄される。

### 避妊
オナイダ共同体のような特定の文化では、逆行性射精が原始的な男性の避妊（coitus saxonicus）の一形態として用いられている。しかし、この行為は、現代の多くの避妊法に比べて信頼できる方法とは考えられない。性病の予防にならないことに加えて、特に男性が解剖学的な知識を充分に理解していない場合には、このテクニック自体が性交の際に正しく実行出来ない場合がある。また、多くの医師は、陰茎の痺れを引き起こす可能性のある陰部神経を圧迫する危険性があることから、交尾を推奨していない。

### 道教
道教や一部の代替医療の分野では、「身体のエネルギーを節約する」方法として、意図的な逆行性射精を推奨・指導している。逆行性射精によって精子が頭の中に移動して脳に栄養を与える、あるいは精子（または精子を作った「知性」）を体内に留めておくことで、エネルギーが物理的に保存されると信じられているからである。しかし、射精という一般的なテーマに対する道教の視点や、逆行性射精を伴わないテクニックは他にもある（房中術を参照）。